# Hoquei Club Palau de Plegamans
L'Hoquei Club Palau de Plegamans és un club esportiu d'hoquei sobre patins de Palau-solità i Plegamans, Vallès Occidental, fundat l'any 1975. Generali Assegurances és el patrocinador oficial i dona nom a l'equip com a Generali HC Palau de Plegamans.

## Història
La categoria de més èxit del club és l'absoluta femenina, ja que juga a l'OK Lliga Femenina des que va aconseguir l'ascens a la categoria reina al proclamar-se campiona de la Lliga Nacional Catalana la temporada 2010/11, després de la segona posició aconseguida la temporada anterior. A la temporada 2014/15 va conquerir per primer cop a la història el títol de campiones de la categoria reina amb un punt d'avantatge sobre el quàdruple i màxim campió de la competició, el CP Voltregà.
A la competició de la Copa de la Reina, l'equip ha aconseguit classificar-se per en dues ocasions, a la temporada 2013/14 i a la 2015/16. En la temporada 2015/16 van aconseguir plantar-se a la final de Lloret, caient eliminades a la tanda de penals 2-3 contra el Gijón Hockey Club.
La temporada 2015/16 l'equip va debutar a la desena edició de l'Eurolliga Femenina, la màxima competició europea. Donant la sorpresa es va classificar per a la final a quatre de Manlleu guanyant al darrer campió el SL Benfica. Finalment, l'equip va caure eliminat a la semifinal enfront de l'equip amfitrió, el CP Manlleu, per 3-5.
Pel que fa a l'equip femení sub-16, la temporada 2009-2010 va quedar campió de Catalunya i posteriorment d'Espanya i Catalunya de l'esmentada categoria, amb un resultat final en aquest de 9-2 contra l'Alcorcón de Madrid.
El 2 de gener de 2011 es va inaugurar la 1a Festa de l'hoquei patins Mini Fem, organitzada conjuntament pel Club Patí Vilafranca i la Federació Catalana de Patinatge.
La temporada 2018-19 aconsegueix el seu segon títol de lliga. Després de la suspensió de les competicions pel risc públic de contagi del COVID-19, la temporada 2020-21 assoleix el seu millor any. El club aconsegueix la Lliga catalana, el seu tercer títol d'OK Lliga i es proclama campió de la primera Lliga europea del club, vencent a la final al CP Voltregà.
La temporada 2021-22 reedita a Gijón la Lliga Europea, vencent al Telecable Gijón a la final, aconseguint revalidar també allà setmanes més tardel títol de la OK Lliga, al vèncer en el partit definitiu de la final del play-off, també enfront el Telecable Gijón.

## Palmarès

### Categoria femenina
- 3 Lligues europees: 2020-21, 2021-22, 2024-25.
- 5 Lligues espanyoles / OK Lligues femenines: 2014-15, 2018-19, 2020-21, 2021-22, 2023-24
- 1 Copa de la Reina: 2024
- 1 Lliga catalana: 2020-21
- 1 Supercopa espanyola: 2021-22
- 2 Lliga Nacional Catalana: 2010-2011, 2023-24